# Finyl Vinyl
Finyl Vinyl (в буквален превод „Последният Винил“) е компилация от концертни записи и В-страни на „Рейнбоу“, издадена 1986 г., когато Блекмор и Глоувър вече са напуснали групата, за да се присъединят отново към „Дийп Пърпъл“.
Погрешно е записан Боби Рондинели в парчето „Weiss Heim“, където всъщност барабанист е Кози Пауъл. „Difficult to Cure“ е от последния концерт от Япония от 1984 г., където е включен оркестър. В „Man on the Silver Mountain“ има промени в китарните части.
В оригиналното издание на плочите е пропусната „Street of Dreams“, въпреки че на касетките песента е включена. При първото издаване на албума на диск са изпуснати „Street of Dreams“ и „Tearin' Out My Heart“. Тази грешка е оправена при второто издание, което е ремастерирано и с оригиналната обложка.

## Състав
- вокал: Джо Лин Търнър (1-7, 11, 12), Греъм Бонит (8,9), Рони Джеймс Дио (13, 14)
- китара: Ричи Блекмор (във всички)
- бас: Роджър Глоувър (всички освен 13 и 14), Боб Дейсли (13 и 14)
- клавишни: Дейвид Розентал (1, 2, 3, 4, 7, 10, 11, 12), Дон Еъри (5, 6, 8, 9, 15), Дейвид Стоун (13 и 14)
- барабани: Чък Бърги (1, 2, 3, 4, 10), Боби Рондинели (5, 6, 7, 11, 12), Кози Пауъл (8, 9, 13, 14, 15)
- беквокали: Лин Робинсън и Дий Биъл